# 공무수탁사인
공무수탁사인(公務受託私人)이란 국가나 지방자치단체로부터 공권을 부여받아 자신의 이름으로 공권력을 행사하는 사인이나 사법인을 말한다. 일반적으로 공무수탁사인은 사인에게 공권력적 지위가 부여되고 사인이 고권적 지위에서 공행정사무를 수행하는 경우에 한정하고 있다. 공무를 사인에게 맡김으로써 행정의 분산을 도모하고 효율을 증대하는 데 목적이 있다.  공무수탁사인은 행정청의 지위로서 항고소송의 피고가 된다.

## 예시
사립대학이 교육법에 의해 학위를 수여하는 경우， 사선(私船》의 선장 또는 해원(海員》이 일정한 경찰사무를 행하는 경우， 사인이 별정우체국의 지정을 받아 체신업무를 경영하는 경우， 사인이 사업시행자로서 토지를 수용하는 경우, 변호사협회와 의사협회와 같은 직업별 협회가 직업에 대한 규제법규를 제정하거나 등 록업무를 수행하거나 위법한 영업활동을 한 회원에 대한 제재처분을 내리는 등 공무를 수행하는 경우, 형집행법에 의하여 교정업무를 위탁받은 교정법인, 공토법에 의해 사업시행자인 사기업이 개인의 토지를 수용하거나 상선의 선장이 일정한 경찰사무 또는 호적사무를 수행하는 경우 등이 있다.
항공안전 및 보안에 관한 법률 제22조 제1항에 따라 비행기의 기장은 운행중인 항공기의 안전을 해치고 인명, 재산에 위해를 주며 기내의 질서를 문란시키거나 기내의 규율에 위반하는 행위를 하는 자에 대하여 그 행위를 저지시키이 위하여 필요한 조치를 취할 수 있다.

## 비교
- 공의무부담사인

공의무부담사인은 공권을 행사하는 것이 아니라 오로지 의무를 부담하는 자를 말한다.  예를 들어 소득세원천징수의무자, 석유사업자의 비축의무 등을 들 수 있다. 사인이 행정이 담당할 임무를 수행하는 경우 그것이 권한이 되면 공무수탁사인이나, 그것이 의무만 부담하게 하는 경우 공의무부담사인이 된다.
- 행정보조인

행정임무를 자기 책임하에 수행함이 없이 단순한 기술적 집행만을 행하는 사인인 행정보조인과 구별된다. 이 개념은 민법의 이행보조자에서 확장된 개념으로 주로 업무를 대행하는 민간사업자인 비독립적 행정보조자를 상정해볼 수 있다. 예를 들어 아르바이트로 우편업무를 수행하는 사인, 차량등록의 대행, 자동차 검사의 대행, 사고현장에서 경찰의 부탁에 의해 경찰을 돕는 자나 견인대행업체와 같이 독립적이 아니라 경찰의 지시에 따라 행동하는 사인이다.

## 배상책임
국가나 지방자치단체는 공무원 또는 공무를 위탁받은 사인이 직무를 집행하면서 고의 또는 과실로 법령을 위반하여 타인에게 손해를 입히거나, '자동차손해배상보장법'에 따라 손해배상의 책임이 있을 때에는 이 법에 따라 그 손해를 배상하여야 한다.

## 법률관계
수탁사인은 외부관계에서는 독립된 행정주체로서 '행정청'이다.  따라서 자신의 권한 범위 내에서 행정행위를 발령할 수 있고, 수수료를 징수할 수도 있고, 기타 공법상 행위를 할 수 있다. 수탁사인이 임무수행과 관련하여 사인의 권리를 침해한 경우 침해당한 자는 행정심판이나 행정소송을 제기할 수 있고, 국가나 지방자치단체에 대하여 손해배상을 청구할 수도 있다.

## 판례
- 국가가 자신의 임무를 스스로 수행할 것인지 아니면 그 임무의 기능을 민간부분으로 하여금 수행하게 할 것인지에 대하여 입법자에게 광범위한 입법재량 내지 형성의 자유가 인정된다.
- 원천징수의무자가 비록 과세관청과 같은 행정청이더라도 그의 원천징수행위는 법령에서 규정된 징수 및 납부의무를 이행하기 위한 것에 불과한 것이지, 공권력의 행사로서의 행정처분을 한 경우에 해당되지 않는다.[4]
- tv 사전심의를 담당하는 이 사건 자율심의기구는 행정주체인 방송위원회로부터 위탁을 받아 방송광고의 사전심의라는 공무를 수행하고 있으므로 행정법상 공무수탁사인에 해당한다.[5]

## 관련 조문
- 정부조직법 제6조 제3항, 지방자치법 제104조 제3항
- 형의 집행 및 수용자의 처우에 관한 법률 제7조, 선원법 제2조, 여객자동차운수사업법 제67조, 호적법 제94조,  등.

## 참고 문헌
- 김철용, 행정법 2(김철용)(제5판), 박영사. (ISBN 9788910513230)